# Sworn Brothers
Pour plus de détails, voir Fiche technique et Distribution.
Sworn Brothers (肝膽相照, Gan dan xiang zhao) est un film d'action hongkongais co-écrit et réalisé par David Lai et sorti en 1987 à Hong Kong.
Il totalise 8 480 443 HK$ de recettes au box-office.

## Synopsis
Deux hommes élevés comme des frères se retrouvent devenus adultes l'un dans la police, l'autre dans la triade.

## Fiche technique
- Titre : Sworn Brothers
- Titre original : 肝膽相照 (Gan dan xiang zhao)
- Réalisation : David Lai
- Scénario : David Lai et Manfred Wong
- Photographie : Raymond Lam et Ardy Lam
- Montage : Peter Cheung
- Musique : Chris Babida (en) et Sherman Chow
- Production : Sammo Hung
- Société de production : Golden Harvest et Bo Ho Film
- Société de distribution : Golden Harvest
- Pays d'origine :  Hong Kong
- Langue originale : cantonais
- Format : couleur
- Genre : action et film de gangsters
- Durée : 88 minutes
- Dates de sortie :
  -  Hong Kong : 12 mars 1987
  -  Corée du Sud : 24 septembre 1988

## Distribution
- Andy Lau : Lam Ting-yat
- Cheung Kwok-keung : l'inspecteur Ngan Kwok
- Siu Hung-mui : Peggy/Man-man
- Bill Tung : Oncle Ngan Pau
- Peter Yang (en) : Yeung Tung-hoi
- Wong Chi-keung : Fat Ko-wai
- Kan Tat-wah : le sergent Shek/le Portugais
- Fung Yuen-chi : Fung
- Ka Lee : Chan Kwo
- Chin Ka-lok : Ka-lok
- Wan To-ming
- Eddy Ko : le commandant Chan Chung-hon
- Pauline Wong : Yeung Lai-chu
- Tony Au (en) : le médecin
- Pan Yun-sang : un homme de main de Fung
- Shum Lo : le beau-père de Chu
- Lui Tat
- Jackson Ng
- Cheung Wing-cheung
- Paul Fonoroff : l'homme au tribunal
- Cheung Yuen-wah : le collègue de Peggy
- Yu Kwok-lok : un homme de main de Fung
- Ng Kwok-kin : un policier
- Chow Kam-kong : un homme de main de Yeung
- Fei Pak : un policier
- Chui Fat : un voyou
- Yuen Tak : un voyou